# Kanton Noisiel
Der Kanton Noisiel war von 1985 bis 2015 ein französischer Wahlkreis im Arrondissement Torcy, im Département Seine-et-Marne und in der Region Île-de-France. Sein Hauptort war Noisiel.
Der Kanton war 8,82 Quadratkilometer groß und hatte 29.717 Einwohner (Stand: 1999). 

## Gemeinden
Der Kanton bestand aus zwei Gemeinden:
| Gemeinde | Einwohner Jahr | Fläche km² | Bevölkerungsdichte | Code INSEE | Postleitzahl |
| -------- | -------------- | ---------- | ------------------ | ---------- | ------------ |
| Lognes   | 14.021 (2013)  | 4,46       | 3144 Einw./km²     | 77258      | 77185        |
| Noisiel  | 15.638 (2013)  | 4,36       | 3587 Einw./km²     | 77337      | 77186        |